# Aito (marque)
Pour les articles homonymes, voir Aito.
Aito (acronyme de Adding Intelligence To Automobile) est une coentreprise du constructeur automobile Seres et du fabricant d'électronique Huawei, fondée en 2021, active dans les secteurs de l'intelligence artificielle et de l'automobile.

## Historique
En décembre 2021, Huawei annonce le lancement de la marque Aito et dévoile son premier véhicule Aito M5, le premier véhicule développé par Huawei avec Seres. La conception de la voiture prend appui sur le SUV Seres SF5.
Selon Yu Chengdong, PDG de Huawei Terminal BG et PDG de Smart Car Solution BU, Aito est une marque d'écosystème et un nouveau modèle commercial. Huawei ne fabriquera pas directement de voitures, mais se consacrera à aider les constructeurs automobiles à vendre leurs véhicules à travers la conception de produits, la gestion de la chaîne d'approvisionnement, le contrôle qualité, l'écosystème logiciel, la gestion de l'expérience utilisateur, le marketing de marque et les canaux de vente,.
Chaque fabricant partenaire de Huawei se spécialisera dans certaines catégories et classes de véhicules, les gammes de produits des fabricants ne se chevaucheront pas et seront combinées dans le produit complet de Huawei.
En mars 2023, Aito est rebaptisée Huawei Aito, avant que Yu Chengdong n'annonce personnellement que tous les supports promotionnels liés à Huawei seront retirés des magasins Aito le 1er avril.
En juin 2023, Huawei acquiert la marque Aito en langue chinoise (问界/Wenjie) auprès du Groupe Seres.

## Créations

### Cockpit HarmonyOS
Le HarmonyOS Cockpit est la solution de Huawei pour les voitures électriques et autonomes alimentées par sa gamme Kirin d'un système sur une puce, d'affichages tête haute de réalité augmentée (AR-HUD) et un combiné d'instruments intelligent. Huawei ouvre les API d'HarmonyOS Cockpit pour aider les constructeurs automobiles, les fournisseurs et les partenaires de l'écosystème à développer différentes fonctionnalités,.

### Système de conduite autonome
Les véhicules Aito sont équipés de l'ADS (Autonomous Driving System) développé par Huawei. Pour l'ADS 2.0 actuel, il est composé de 128 lidars, 11 caméras HD, 3 radars MMW et 12 radars à ultrasons et un chipset développé par Huawei.
L'ADS est formé sur des données de conduite réelles et peut atteindre la conduite autonome de niveau 2+. Il peut effectuer un jugement et des opérations de type humain, comme tourner avec précision, céder le passage aux piétons, reconnaître et éviter les obstacles irréguliers, ainsi que détecter et éviter les animaux. Il peut également effectuer un stationnement automatique et avec voiturier.
Selon Huawei, l'ADS 2.0 était au prix de 36 000 RMB (~ 5 200 USD) par véhicule lorsqu'il était vendu à un fabricant partenaire.

## Modèles vendus
- Aito M5 (2022-), SUV intermédiaire
- Aito M7 (2022-), SUV pleine grandeur
- Aito M9 (2024-), SUV pleine grandeur

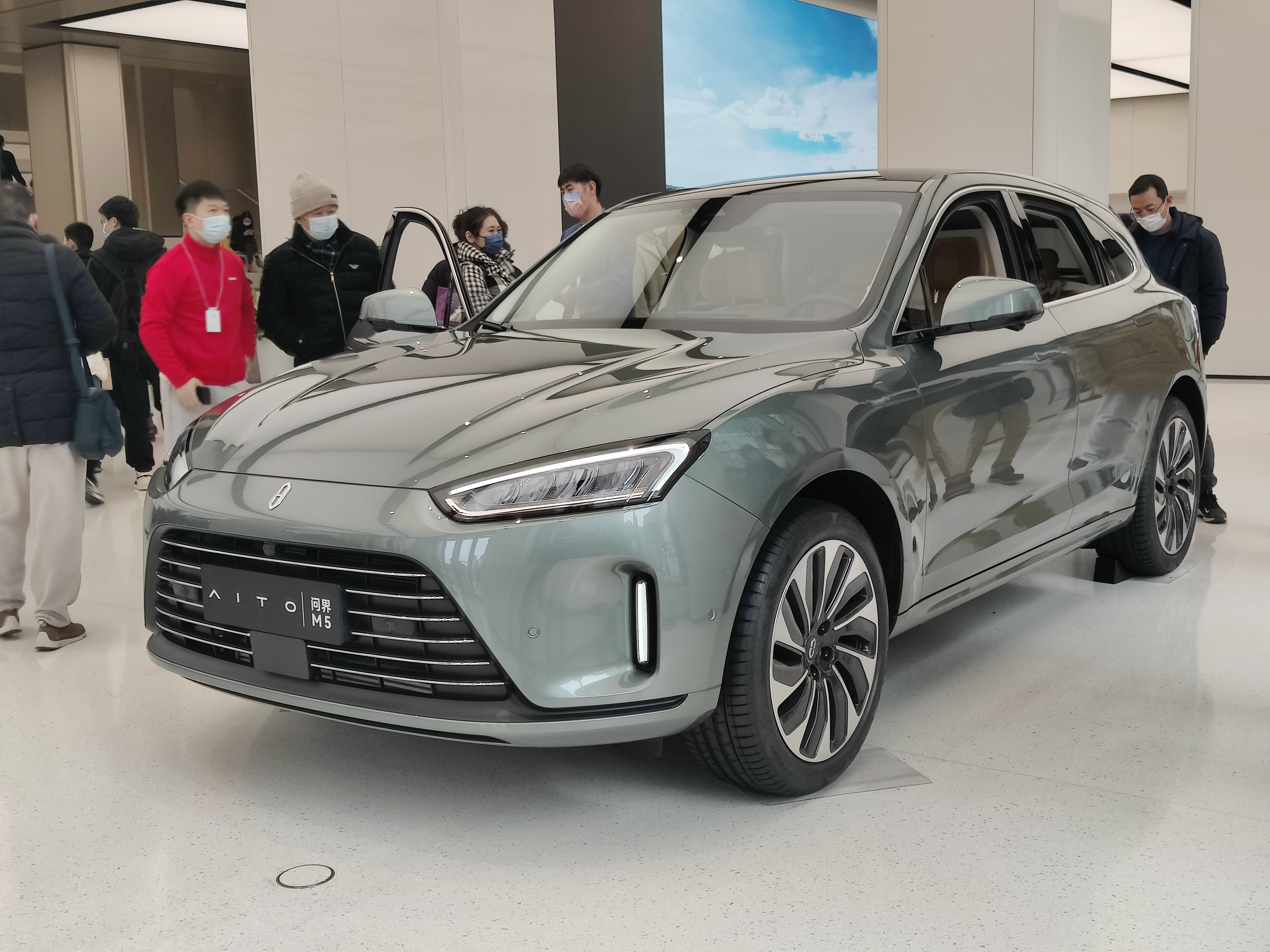
Aito M5
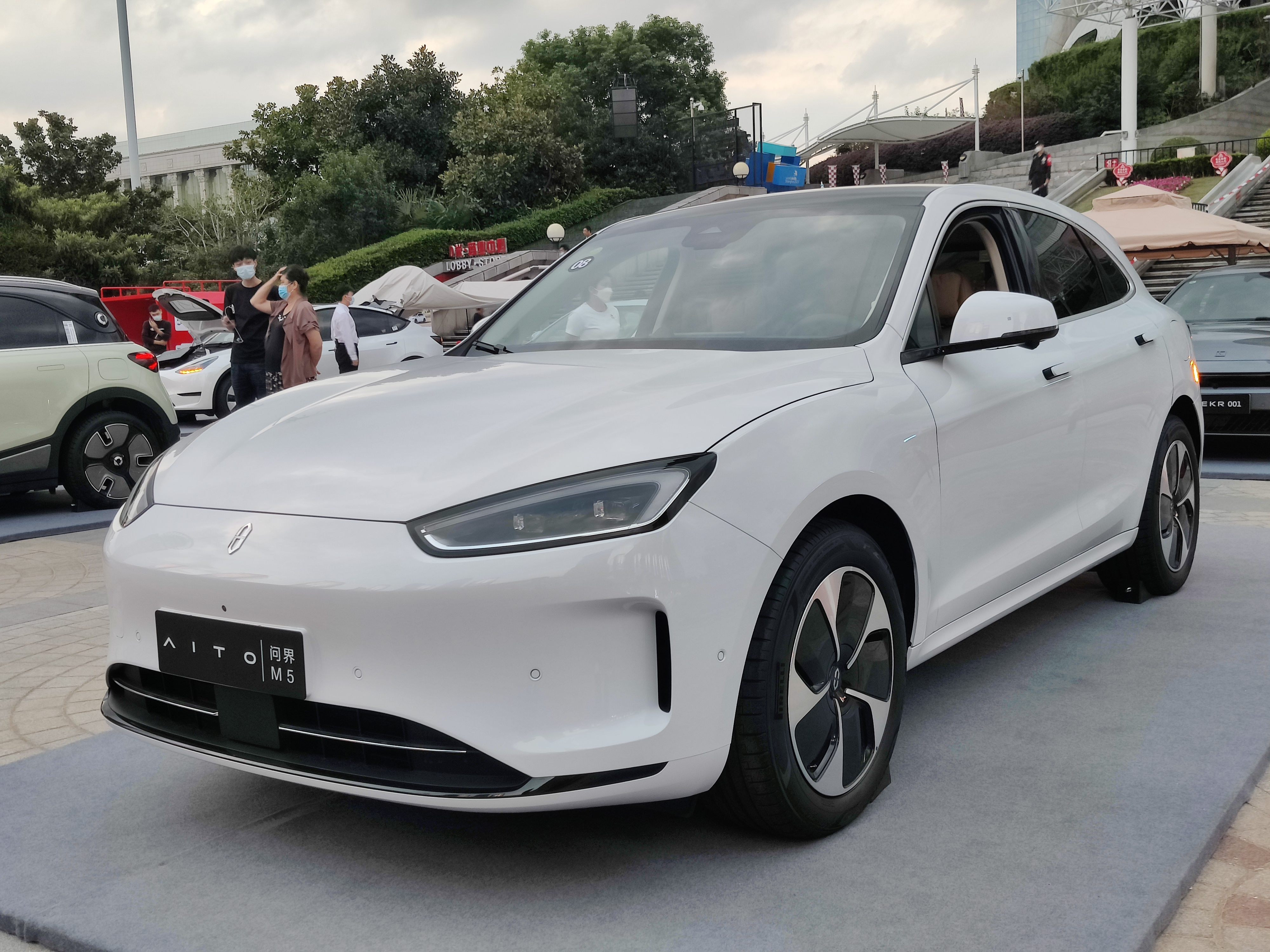
Aito M5 EV
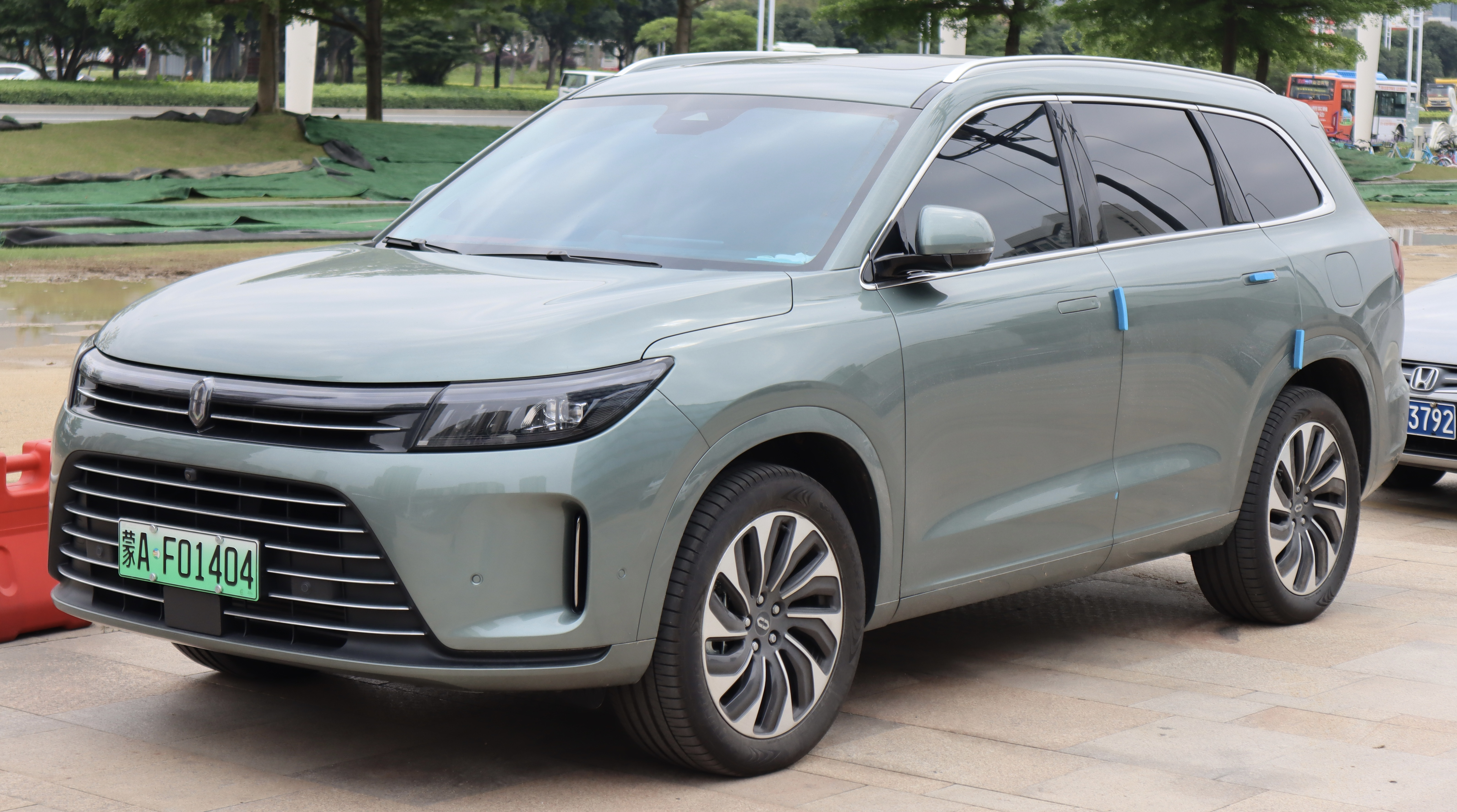
Aito M7
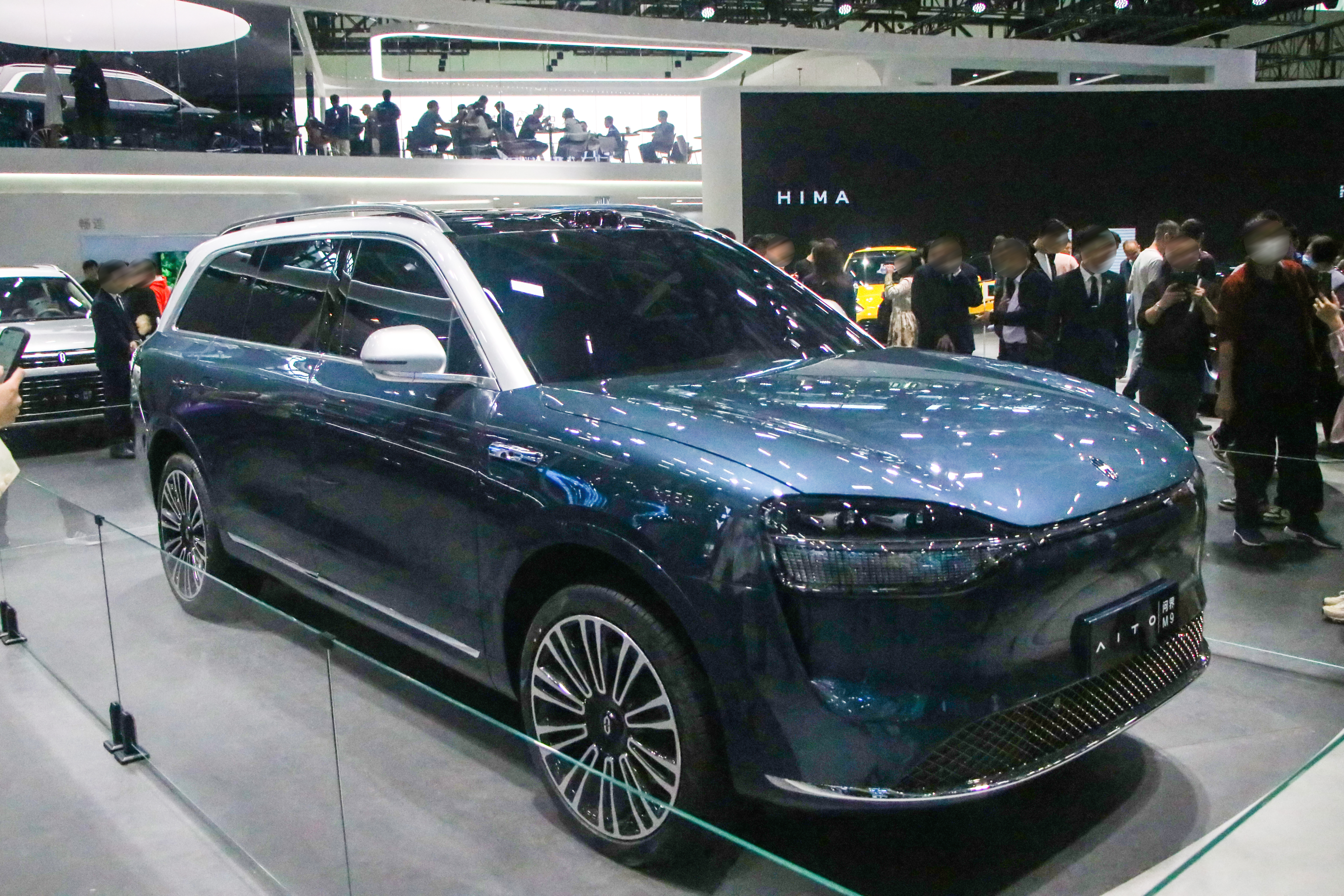
Aito M9

## Ventes
| Année | Aito   |
| ----- | ------ |
| 2022  | 76,180 |